# Doryctinus
Doryctinus is een geslacht van vliesvleugeligen in de familie van de schildwespen (Braconidae). De wetenschappelijke naam van het geslacht werd voor het eerst geldig gepubliceerd in 1910 door A. Roman. Als typesoort gaf hij Exothecus rugulosus Cresson op, die voorkomt in Texas. Het geslacht is nauw verwant met Doryctes Haliday.

## Nomenclatuur
In 1993 beschouwde Paul M. Marsh Doryctinus als een junior synoniem van Glyptocolastes Ashmead, 1900. Doryctinus bevatte toen twee soorten, Doryctinus rugulosus (Cresson, 1872) en Doryctinus marshi Greenbaum, 1975. Hij verplaatste D. marshi naar het geslacht Acrophasmus Enderlein, 1912.
In 2011 hebben Marsh en Robert R. Kula de status van Doryctinus en Glyptocolastes herzien. Ze hebben de synonymie opgeheven; Doryctinus en Glyptocolastes werden opnieuw twee afzonderlijke geslachten. Acrophasmus werd een synoniem van Doryctinus.

## Soorten
Door de synonymie tussen Doryctinus en Acrophasmus kregen een aantal soorten een nieuwe combinatie toegewezen:
- Doryctinus amazonicus (Roman)
- Doryctinus arizonensis (Marsh)
- Doryctinus atriventris (Cresson)
- Doryctinus butleri (Marsh)
- Doryctinus costaricensis (Marsh)
- Doryctinus erugatus (Marsh)
- Doryctinus exilis (Enderlein)
- Doryctinus ferrugineus (Marsh)
- Doryctinus gauldi (Marsh)
- Doryctinus immigrans (Beardsley)
- Doryctinus maeandrius (Enderlein)
- Doryctinus rubronotum (Marsh)
- Doryctinus scobiciae (Marsh)
- Doryctinus secundus (Muesebeck en Walkley)

Daarnaast zijn er de twee eerder gekende soorten:
- Doryctinus rugulosus (Cresson)
- Doryctinus marshi Greenbaum

Marsh en Kula beschreven in 2011 ook een nieuwe soort, aangetroffen op de Konza Prairie in de staat Kansas:
- Doryctinus zolnerowichi Kula & Marsh